# Kouichitv
kouichitv（コウイチTV、1996年〈平成8年〉5月29日 - ）は、日本のYouTuber。UUUM株式会社所属。主に3分以内のショートコメディを投稿している。
中心メンバーであるコウイチ（髙橋晃一）は作家としても活動しており、フェイクエッセイ『最悪な一日』、小説『計画書』が出版されている。

## 来歴
1996年（平成8年）5月29日、北海道に生まれる。
2012年（平成24年）11月、高校1年生の頃にYouTubeにて動画投稿を始める。YouTubeのチャンネル名「コウイチ（kouichi）」は、高校1年生から動画を始めたことから付けられた。
高校卒業後は札幌大学へ進学し、地域共創学群異文化コミュニケーション専攻を卒業。学生時代にはYouTubeで生活できるほどの収入は得ておらず、2017年には就職活動をして映像の会社に内定していた。しかし、大学卒業直前に動画の再生数が増え、同時期にUUUMから所属の連絡を受けた。内定先の会社が副業禁止だったため、内定を辞退してYouTubeのみで生活することを決意した。
在学中の2017年には札幌学生映像コンテストにて短編作品『理不尽な男』が入賞し、翌年10月には第13回札幌国際短編映画祭において短編作品『最悪な一日』が北海道メディアアワード特別賞を受賞した。
2021年3月に、初著書となるフェイクエッセイ『最悪な一日』を発売した。2021年9月より『ダ・ヴィンチ』にて小説『スピンオフな町』の連載を開始し、2023年3月には『スピンオフな町』を改良した小説『計画書』を発売した。

## 作風
主に一人コントのショートコメディ動画を投稿しており、独創性やシュールで不思議な世界観に人気があると評されている。2021年時点で、動画のほとんどをコウイチが一人で制作している。
コウイチは「映画も小説もマンガも、短編が好き」と述べており、星新一、村上春樹、 石黒正数などの短編小説・マンガ作品を参考にして「動画を制作する時は、“何回も観てもらえるようなものを”と意識しています」と語っている。

## 登場人物

### メインキャラクター
髙橋 晃一（たかはし こういち）
動画に登場するキャラクター。動画では髙橋やコウイチ（晃一）と呼ばれる。北海道出身。
谷 真吾（たに しんご）
動画に登場するキャラクター。コウイチの友達役で、オフ会に来たヤバい奴シリーズにてウィッキーチャンネルのファン役を演じている。北海道伊達高等学校在学時代には放送局の局長を務め、NHK杯全国高校放送コンテストへ出場した経験もある。
わたこう
動画に登場するキャラクター。現メンバーの中で唯一の既婚者である。
二階堂 卓（にかいどう たく）
以前動画に登場していたキャラクター。二階堂マンゴスチンとも呼ばれる。谷くんと同じ友達役。

## 交友関係
シンガーソングライターの小田桐仁義とは2014年から交流があり、kouichitvのオープニングやエンディングの楽曲を提供している。小田桐の既存の楽曲をコウイチが採用する形式をとっていたが、2016年には『Warm Again』をkouichitvのエンディングのために書き下ろした。まだ、小田桐の楽曲の多くのMVにkouichitvのメンバーが出演している。